# Leah Williamson
Leah Cathrine Williamson (Milton Keynes, 29 marzo 1997) è una calciatrice inglese, difensore dell'Arsenal e capitana della nazionale inglese.

## Carriera

### Club
Da sempre tifosa dei Gunners, Williamson inizia la propria carriera calcistica nelle giovanili dell'Arsenal nel 2006, all'età di 9 anni.
Nel 2014 entra a far parte della prima squadra debuttando prima in UEFA Women's Champions League e successivamente in FA Women's Super League.
Inizialmente centrocampista, durante la stagione 2017-2018 viene arretrata in difesa dall'allenatore Joe Montemurro, diventando così difensore centrale, ruolo che ad oggi ricopre sia nel club che nella nazionale.
Nella stagione 2018-2019, all'età di 21 anni, raggiunge il traguardo di 100 presenze.

### Nazionale
Williamson entra a far parte della selezione inglese nel 2011. Passa dall'under 15 all'under 17, di cui è stata capitana in occasione del Campionato Europeo under 17 del 2013. Successivamente rientra nella selezione under 20 designata a partecipare ai Campionati Mondiali under 20 del 2014.
Dal 2014 al 2018 fa parte della selezione inglese under 23.
Nel novembre del 2017 riceve la prima chiamata per la nazionale maggiore, con la quale debutta nel 2018 contro la Russia nella partita di qualificazione per i Mondiali del 2019.
Fa parte della selezione vincitrice della SheBelieves Cup 2019, tenutasi negli Stati Uniti, quindi viene convocata per i Mondiali in Francia dello stesso anno.
Nel 2021 viene convocata per rappresentare la nazionale femminile di calcio della Gran Bretagna durante i Giochi olimpici di Tokyo.
Il 5 aprile 2022 viene nominata ufficialmente capitano della nazionale inglese maggiore, che guiderà durante il Campionato europeo femminile di calcio 2022, poi vinto in finale contro la Germania.

## Palmarès

### Club

#### Competizioni nazionali
- Campionato inglese: 1

Arsenal: 2018-2019
- FA Women's Cup: 2

Arsenal: 2013-2014, 2015-2016
- FA Women's League Cup: 4

Arsenal: 2015, 2017-2018, 2022-2023, 2023-2024

#### Competizioni internazionali
- UEFA Women's Champions League: 1

Arsenal: 2024-2025

### Nazionale
- SheBelieves Cup: 1

2019
- Campionato d'Europa: 2

2022, 2025
- Arnold Clark Cup: 2

2022, 2023
- Finalissima: 1

2023

### Individuale
- England Women's Youth Player of the Year: 1

2014
- FA WSL Continental Cup Player of the Year: 1

2014
- PFA Young Women's Player of the Year: 1

2015